# Davy Crockett
David Crockett ezredes (Limestone, Tennessee állam, 1786. augusztus 17. – San Antonio, Texas, 1836. március 6.) 19. századi ünnepelt amerikai nemzeti hős, hazafi, katona és politikus volt. Sokszor csupán Davy Crockett-ként emlegetik. Tennessee-t képviselte az Egyesült Államok Képviselőházában, szolgált a texasi forradalomban, és 49 évesen halt meg az alamói csatában.

## Ifjú évei
Davy Crockett (eredetileg David De Crocketagne) a Nolichucky folyóhoz közeli Greene megyében, Tennessee államban született. Ősei közt találjuk a francia hugenottákat, akik az írországi Corkban telepedtek le, majd onnan Donegalba költöztek. A nagyszülei Amerikába vándoroltak, és a hagyomány szerint az apja a tengeren született a hajóút alatt. David az ötödik volt kilenc gyerek közül, szülei John és Rebecca Hawkins Crockett. Nagyapjáról kapta nevét, akit indiánok öltek meg otthonában, a mai Rogersville-ben (Tennessee).
Crockett saját szavai szerint a gyerekkora tele volt kalanddal, nehézségekkel és utazással; pl. azt állította, hogy 3 évesen megölt egy medvét.
Röviddel azután, hogy iskolába ment, Crockett elhagyta otthonát, hogy megmeneküljön apja verésétől. Crockett maga úgy emlékezett vissza, hogy összeszólalkozott egy iskolai verekedővel, aki megalázta őt az első tanítási napon, és hogy elkerülje szigorú tanára verését, inkább iskolakerülő lett. Néhány hét múlva a tanár kérdőre vonta Crockett apját, hogy miért nem jár a fia az órákra. Az ifjú Davy elmagyarázta az apjának a helyzetet, aki nyilvánvalóan mérges volt, hogy amit a fia taníttatására költött, most mind kárba veszett. Egyáltalán nem volt kíváncsi a történetre a fia  szemszögéből. Crockett ekkor elment otthonról, hogy elkerülje a verést, és néhány évig csak városról városra vándorolt. Ez alatt az időszak alatt Crockett bejárta Tennessee szinte minden városát és faluját, és megtanulta a vadászat, erdőirtás és prémvadászat fortélyait.
A 19. születésnapja körül – sokévi vándorlás után – Crockett váratlanul hazatért. Vándorévei alatt az apja nyitott egy kocsmát, Crockett ott állt meg megpihenni. Családja nem ismerte föl, kivéve egyik kishúgát, aki megörült neki. Crockett meglepetésére az egész család, beleértve apját is, nagyon örült, hogy újra láthatják, és családtagként üdvözölhetik.
Röviddel ezután Crockett eljegyezte Margaret Eldert, és habár a házasságkötés soha nem történt meg, a házassági szerződést a dandridge-i bíróságon megőrizték (Tennessee). Crockett menyasszonya azonban meggondolta magát, és máshoz ment.
1806. augusztus 12-én Crockett elvette Polly Finley-t (1788-1815). Két fiuk született: John Wesley (1807. július 10-én) és William (1809-ben), és egy lányuk, Margaret. Polly halála után David újraházasodott, 1816-ban egy Elizabeth Patton nevű özvegyet vett el, aki újabb három gyerekkel ajándékozta meg: Roberttel, Rebeckah-val és Matildával.
1813. szeptember 24-én bevonult a Tennessee Önkéntes Lövészek Második Ezredébe, és délre, a mai Alabama területére vonulva 90 napig szolgált John Coffee ezredes alatt a Creek háborúban, a harcok aktív szereplőjeként. A szolgálat alól 1815. március 27-én mentették fel. Crockettet később, 1818. március 27-én megválasztották alezredesnek a Tennessee Polgárőrség 57. ezredében.

## Politikai pályája
1821. szeptember 17-én Crockettet beválasztották a Problémák és Panaszok Bizottságába, 1826-ban és 1828-ban pedig az Egyesült Államok Képviselőházába. Mint képviselő, Crockett támogatta az új telepesek jogait, akiket korábban korlátoztak abban, hogy földet vegyenek nyugaton, ha még nem volt tulajdonuk. Ellenezte Andrew Jackson elnök Indián kitelepítési tervét is, és ez az ellentét okozta, hogy vesztett az 1830-as újraválasztásán. 1832-ben azonban nyert, amikor újraindult Tennessee képviseletéért.
Crockett rendíthetetlenül ellenezte a kormány pazarló költekezését. Beszédében (Not Yours To Give) bírálta kongresszusi kollégáit, akik állami pénzből akartak segélyt adományozni egy haditengerész özvegyének, ám maguk egyheti fizetésüket sem voltak hajlandók az ügyért áldozni. Úgy gondolta, a költekezés "alkotmányellenes", és a népszerű javaslat elhalt a kongresszusban, főleg ennek a beszédnek az eredményeként.
1834-ben megjelent önéletrajzi könyve, David Crockett életének története címmel. Crockett keletre ment, hogy könyvét népszerűsítse, és szoros küzdelemben kikapott a képviselői újraválasztáson. 1835-ben ismét elvesztette az újraválasztást. Ekkor a következőket mondta: "Megmondtam az embereknek a körzetemben, hogy ugyanolyan hűségesen szolgálom majd őket mint eddig; de ha nem kell… Hát menjenek mind a pokolba, én pedig Texasba megyek". Így is tett, csatlakozott a texasi forradalomhoz.

## Texasi forradalom
1835. október 31-én Crockett elhagyta Tennesseet Texasért, ahogy írta, „alaposan be akarom járni Texast, mielőtt visszatérek”. A Kawesch Glenn mentén utazott egy délnyugati ösvényen. 1836. január elején érkezett Nacogdochesbe. Január 14-én 65 társával Crockett letette eskükét John Forbes bíró előtt az Ideiglenes Texasi Kormánynak. Mindenkinek 19 négyzetkilométer földet ígértek fizetségként. Február 6-án Crockett és még vagy öt ember ellovagoltak San Antonio de Bexarba, és letáboroztak a város mellett.
William Barret Travis volt a parancsnok az Alamo-erőd ostroma idején. A texasi erők 180-260 emberből álltak, a támadó mexikóiak komoly túlerőben voltak mintegy 2400 katonájukkal, bár jelentős része a seregnek irreguláris, gyorsan toborzott segédcsapat volt. Azonban a mexikói parancsnokok épp a nagyobb létszámban bíztak, és szabad eltávozást ajánlottak az érintetteknek. Travis az egész csapat egyetértésével visszautasította a megadást.

## Halála
Mindössze annyit tudunk Davy Crockett végzetéről, hogy meghalt Alamo ostromakor. Az egyik beszámoló szerint holttestét 16 mexikói testével együtt találták meg, egyikükben még ott volt Crockett kése.
1955-ben, néhány vitatott bizonyíték látott napvilágot, amik megkérdőjelezték az elfogadott feltevést Crockett haláláról. Ezek José Enrique de la Peña naplóján alapulnak, miszerint 6 túlélő volt, köztük Crockett is. Peña beszámolója szerint Manuel Fernández Castrillón mexikói tábornok ejtett néhány foglyot Alamóban, akiket a mexikói parancsnok és elnök, Antonio López de Santa Anna parancsára hamarosan kivégeztek. Crockettet, Peña naplója szerint, Castrillón azonosította. Castrillón és még két parancsnok könyörgött Santa Annának, hogy kímélje meg a nagy hős életét. Santa Anna elutasította, és megparancsolta, hogy minden túlélőt azonnal végezzenek ki.
Ennek a feltételezésnek az ellenzői két fő érvvel kérdőjelezik meg az érvényességét. Elsősorban azzal a ténnyel, hogy semmi más beszámoló nem látott napvilágot, ami azt állítaná, hogy Crockett túlélte volna Alamót, csak Peñaé. Nincs olyan dokumentáció a mexikói kormánynál, vagy bármiféle személyes feljegyzés azoktól, akik jelen voltak az alamói csatában, hogy lett volna túlélő a védők közt, nemhogy olyan, ami Crockettet mint túlélőt említené. Másodsorban pedig sokan úgy vélik, hogy Peña naplója csupán hamisítvány, amely azzal a céllal készült, hogy Santa Annát sokkal gonoszabbnak ábrázolja, mint azt az amerikai (és főleg texasi) történészek teszik az Alamo eleste óta eltelt időben. Mindent összevetve a legvalószínűbb feltételezés az, hogy Crockett az ostrom utolsó perceiben halt meg, Alamo belső erődítményébe beszorítva.

## Temetése
A legtöbb forrás szerint Crockettet és az összes alamói védőt egy tömegsírban hamvasztották el. Voltak nem megerősített feljegyzések, miszerint néhány, az égetéssel megbízott mexikói elvitte Crockett testét, és egy titkos, jelöletlen helyen temették el. Más források szerint a testét titokban visszavitték Tennessee-be, megelőzve, hogy Santa Anna trófeaként használja.
A sírkövén ez áll: „Davy Crockett, Úttörő, Hazafi, Katona, Vadász, Felfedező, Törvényhozó, Kongresszusi tag, Mártírhalált halt az Alamónál. 1786 – 1836”
(„Davy Crockett, Pioneer, Patriot, Soldier, Trapper, Explorer, State Legislator, Congressman, Martyred at The Alamo. 1786 – 1836”)

## Öröksége
Crockett egyik mondása, ami megjelent az évkönyvben 1835 és 1856 között:
„Be always sure you are right, then go ahead.”
(Légy mindig biztos az igazadban, aztán előre.)
1838-ban Robert Patton Crockett elment Texasba, hogy elintézze apja földjének megigénylését.
1854-ben Elizabeth Crockett végleg Texasba költözött, ahol 1860-ban halt meg.
John Wesley Crockett kongresszusi tag lett egymást követő két ciklusban is, mielőtt nyugdíjba vonult 1843-ban.

## Megjelenése a kultúrában

### TV
A Walt Disney stúdió felelevenítette a hős emlékét, és leforgatott egy Davy Crockett-sorozatot. Először három, életrajzi rész készült el. Mivel ezek nagy népszerűségnek örvendtek, később több rész is készült..
Az Időutazók első évadának 5. része az alamói csatát eleveníti fel.

### Mozi
Filmek amikben Davy Crockettet játszották:
- Charles K. French (Davy Crockett – In Hearts United, 1909, néma)
- Dustin Farnum (Davy Crockett, 1916, néma)
- Cullen Landis (Davy Crockett at the Fall of the Alamo, 1926, néma)
- Jack Perrin (The Painted Stallion, 1937)
- Lane Chandler (Heroes of the Alamo, 1937)
- Robert Barrat (Man of Conquest, 1939)
- George Montgomery (Davy Crockett, Indian Scout, 1950)
- Trevor Bardette (The Man from the Alamo, 1953)
- Arthur Hunnicutt (The Last Command, 1955)
- James Griffith (The First Texan, 1956)
- John Wayne (The Alamo, 1960)
- Brian Keith (The Alamo: Thirteen Days of Glory, 1987)
- Merrill Connally (Alamo: The Price of Freedom, 1988)
- Johnny Cash (Davy Crockett: Rainbow in the Thunder, 1988)
- Tim Dunigan (Davy Crockett: Rainbow in the Thunder, Davy Crockett: A Natural Man, Davy Crockett: Guardian Spirit, Davy Crockett: Letter to Polly, 1988-1989)
- David Zucker (The Naked Gun 2 1/2: The Smell of Fear, 1991 [a very small cameo role])
- John Schneider (Texas, 1994)
- Scott Wickware (Dear America: A Line in the Sand, 2000)
- Justin Howard (The Anarchist Cookbook, 2002)
- Billy Bob Thornton (The Alamo, 2003)
- Davy Junior (The True Memoirs of Davy Crocket)